# Orconectes blacki
Orconectes blacki là một loài tôm sông trong họ Cambaridae.